# Louis Mottiat
Louis Mottiat, född den 6 juli 1889 i Bouffioulx, död den 5 juni 1972 i Charleroi, var en belgisk landsvägscyklist som var professionell från 1913 till 1925. Hans främsta meriter är två segrar i Liège–Bastogne–Liège, två totalsegrar i Belgien runt och åtta etappsegrar i Tour de France (på nio starter).

## Meriter
| 1912 Vinnare av etapp 10 i Tour de France 6:a i Liège–Bastogne–Liège 1913 Vinnare av Bordeaux–Paris 2:a i Milano–Sanremo 4:a i Paris–Roubaix 5:a i Paris–Tours 10:a totalt i Belgien runt 1914 Vinnare totalt av Belgien runt Vinnare av etapperna 2, 3, 5 och 7 Vinnare av Paris–Bryssel 3:a i Paris–Roubaix 9:a i Bordeaux–Paris 1919 3:a i linjelopp vid Belgiska mästerskapen 5:a i Paris–Bryssel 1920 Vinnare totalt av Belgien runt Vinnare av etapperna 2 och 5 Vinnare av Liège–Bastogne–Liège Vinnare av etapp 1 i Tour de France Vinnare av Bordeaux–Paris–Bordeaux 2:a i linjelopp vid Belgiska mästerskapen 2:a i Paris–Bryssel 3:a i Bordeaux–Paris 5:a i Flandern runt | 1921 Vinnare av Liège–Bastogne–Liège Vinnare av Paris–Brest–Paris 2:a i Paris–Tours 3:a i linjelopp vid Belgiska mästerskapen 5:a i Flandern runt 1922 2:a i Bordeaux–Paris 2:a totalt i Criterium du Midi 7:a i Scheldeprijs 1923 3:a i Bordeaux–Paris 1924 Vinnare av Paris–Tours Vinnare av etapp 8 i Tour de France 5:a totalt i Belgien runt 1925 Vinnare av etapp 3 i Tour de France 8:a totalt i Baskien runt |